# إيسوف واتارا
إيسوف واتارا (بالفرنسية: Issouf Ouattara)‏ (مواليد 7 أكتوبر 1988 في واغادوغو) لاعب كرة قدم بوركينابي دولي يجيد اللعب في خط الهجوم .

## روابط خارجية
- إيسوف واتارا على موقع الاتحاد الدولي (مؤرشف)  (الإنجليزية)
- إيسوف واتارا على موقع قاعدة بيانات كرة القدم.إي يو (الإنجليزية)
- إيسوف واتارا على موقع ناشيونال فوتبول تيمز (الإنجليزية)
- إيسوف واتارا على موقع Soccerway.com (الإنجليزية)
- إيسوف واتارا على موقع عالم كرة القدم.نت (الإنجليزية)